# Сбыслав Якунович
Сбыслав Якунович (Сбыслав Якункович, Сбыслав Якуновиц) — новгородский посадник в 1243 — между 1243 и 1255 гг.

## Невская битва
Сбыслав принимал участие в Невской битве 15 июля 1240 г. новгородцев и ладожан во главе с князем Александром Невским против шведов. Сбыслав, ловко орудовавший одним топором, упоминается среди активно сражавшихся воинов из полка князя Александра. Летописец характеризовал его в бою как не имеющего страха в сердце, человека сильного и храброго.

## Посадничество
О посадничестве Сбыслава упоминают только списки новгородских посадников. Преемником Степана Твердиславича списки называют Сбыслава. В Новгородской первой летописи младшего извода он стоит сороковым. Под сорок третьим числом стоит в других списках — Новгородской четвёртой и Ермолинской летописях.
Умер Степан Твердиславич в 1243 году, с этой даты и отсчитывается начало посадничества Сбыслава. После Сбыслава посадничал Онанья Феофилатович, однако начало его посадничества также неизвестно, но известно когда он его лишился — 1255 г. Поэтому возможная хронология посадничества Сбыслава между 1243 и 1255 гг., как и его возможная смерть в этом промежутке.

## Образ в кино
- В фильме российского режиссёра Игоря Калёнова «Александр. Невская битва» (2008) роль Сбыслава Якуновича сыграл актёр Денис Шведов